# Ana Nave
Ana Nave (Lisboa, 9 de Setembro de 1967) é uma actriz e encenadora portuguesa. Tem uma filha.
Entre 2001 e 2007 a actriz baseou o seu currículo em projectos da TVI. A partir de 2008 assinou um contrato com a Sociedade Produtora de Televisão, integrando as produções da RTP e da SIC, bem como na direcção de actores das séries e novelas.

## Televisão
- Duarte e Companhia (RTP, 1988)
- Terra Instável - episódio "A Aia" (RTP, 1991)
- O Bando dos Quatro (RTP, 1992)
- Diário de Maria - actriz convidada (RTP, 1998)
- Jornalistas - Como Isabel (SIC, 1999)
- Não és Homem, Não és Nada - Como Sónia (RTP, 1999)
- Mãos à Obra - Como Raquel (RTP, 1999)
- Capitão Roby - Como Lucinda (SIC, 1999)
- Jardins Proibidos - Como Clara Ávilez (TVI, 2000)
- Filha do Mar - Como Fernanda Matos (TVI, 2001)
- Segredo de Justiça - (RTP, 2001)
- Super Pai - Como Vera (TVI, 2002)
- Saber Amar- Como Carmo Macedo Vaz (TVI, 2003)
- A Minha Família - Como Terapeuta (RTP, 2006)
- Ilha dos Amores - Como Madalena Valente (TVI, 2007)

- Casos da Vida - Como Fátima (TVI, 2008)
- Liberdade 21 - como Helena Brito na 1.ª e 2.ª Temporadas (RTP, 2008)
- Conta-me como Foi - Como Madame Laura (RTP, 2008)

- Perfeito Coração - Como Rosa Barbosa (SIC) - 2009

- República - Como D. Amélia (RTP, 2010)

- Maternidade II - Como Filipa (RTP, 2011)

- Rosa Fogo - Como Lara Gomes (SIC, 2011)

- Bairro - Como Psicóloga (TVI, 2012)

- Depois do Adeus - Como Maria do Carmo (RTP, 2012)

- Sol de Inverno - Como Isabel Lage (SIC, 2013/2014)

- Poderosas - Como Valquíria Dias (SIC, 2015)

- Os Jogadores - Como Mãe de Bernardo (RTP, 2016)

- Espelho d'Água - Como Lucinda Gama (SIC, 2017/2018)

- Para Sempre - Como Delfina Ribeiro (TVI, 2021/2023)

- Rua das Flores - Como Carmen (TVI, 2022)

- Festa É Festa - Como Cecília (TV, 2023)

## Direcção de Actores
- Mundo Meu (2005, TVI)
- Tu e Eu (2006, TVI)
- Cidade Despida (2008, RTP)
- Velhos Amigos (2010, RTP)

- Rosa Fogo (2011/2012, SIC)

Nota: Nos primeiros episódios de Rosa Fogo, Ana Nave dirigiu os actores da novela da SIC, mas também interpretou a personagem Lara Gomes.

## Cinema
- A Mulher Polícia - Um filme de Joaquim Sapinho
- As três Palmeiras - Um filme de João Botelho
- Camarate (2001) - Um filme de Luís Filipe Rocha
- O Segredo de Miguel Zuzarte - Um telefilme de Henrique Oliveira (apresentado na RTP - Comemorações do Centenário da República)